# 曽根丘陵
曽根丘陵（そねきゅうりょう）は、山梨県の甲府盆地の南縁にある東西に15km、南北に4kmにわたり広がる丘陵である。

## 概要
甲府盆地北東部から盆地南縁に沿って南西部を流れる笛吹川と、背後にそびえる御坂山地に挟まれている。丘陵内にある山々は標高300m～400mとなだらかであることからハイキングコースにもなっている。
圏内では河川の氾濫原を避けられる盆地周辺の丘陵地域に考古遺跡が多く分布する傾向にあるが、曽根丘陵地域は特に考古遺跡が濃密に分布していることで知られ、弥生後期から古墳時代にかけては東山地域に後の中道往還を通じて東海地方の影響を受けた遺跡が分布している。丘陵地域では旧石器時代の遺物が見られる立石遺跡をはじめ、弥生後期には方形周溝墓群を伴う上の平遺跡が出現し、古墳時代には東山古墳群、金沢古墳群、米倉山古墳群など数多くの古墳が分布している。
古墳前期の4世紀代には、前方後方墳である小平沢古墳から大丸山古墳、4世紀後半にはヤマト王権の影響を受けた前方後円墳で、中道勢力の盟主墳である甲斐銚子塚古墳や八代勢力の盟主墳である岡銚子塚古墳の出現に至り、中道勢力が衰退するまで甲府盆地の政治的中心地であった。
また丘陵を縦断する形で国道358号が通っているほか、北側を横切る形で国道140号や中央自動車道甲府南インターチェンジがあるなど甲府盆地と周辺を結ぶ交通の要所にもなっている。そのためバブル景気の頃には食品工業団地の建設やニュータウンの造成が行なわれた。

## 主な山々

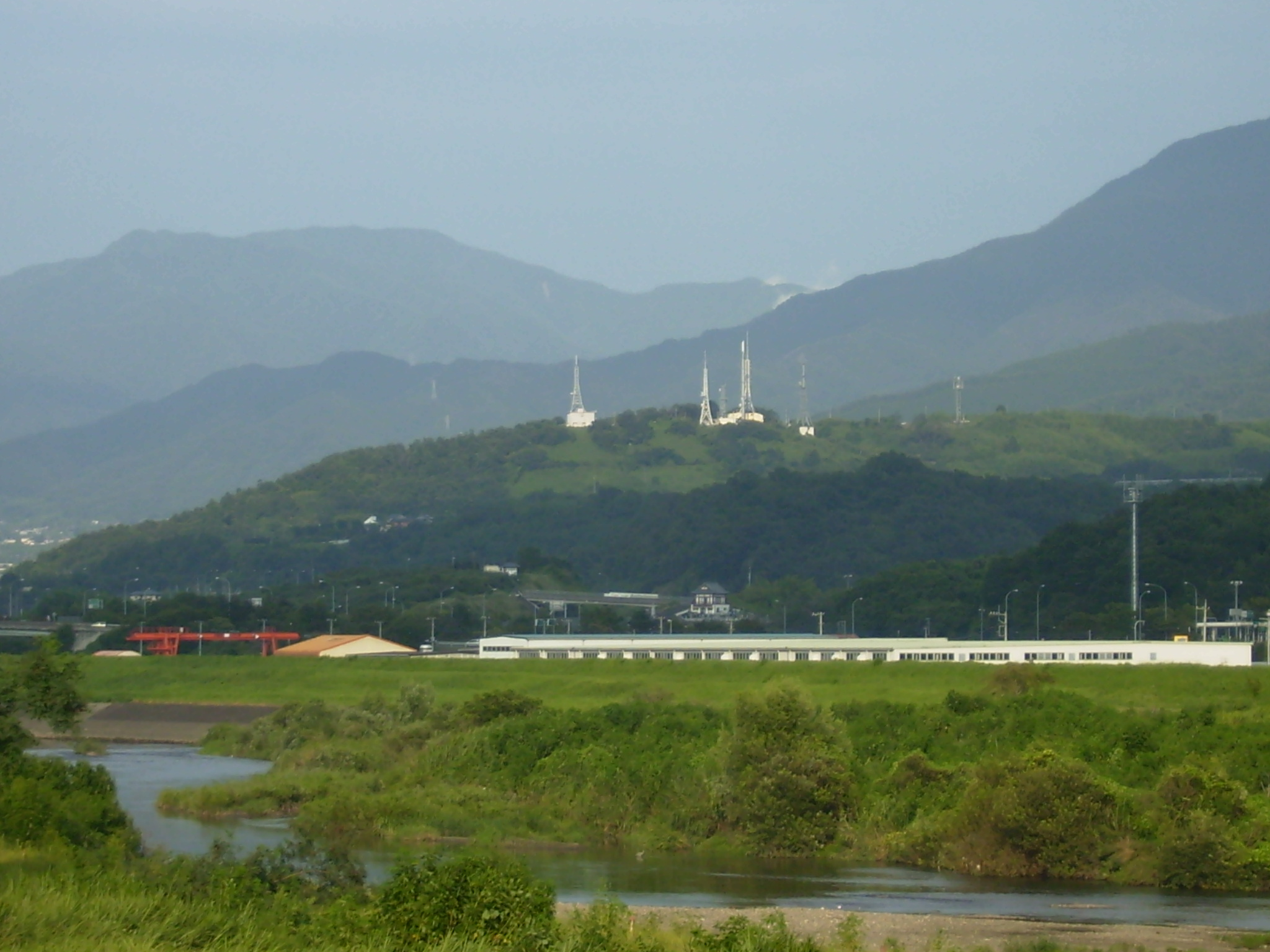
坊ヶ峰

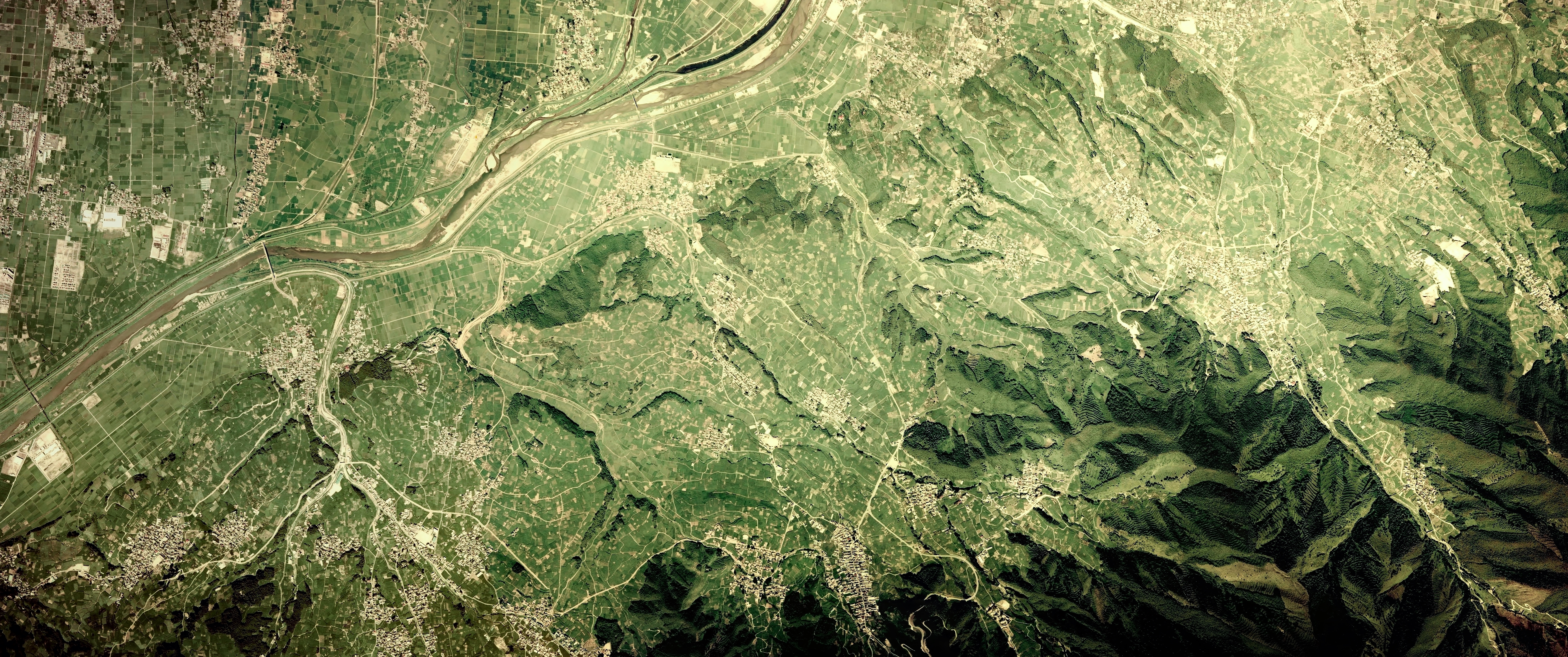
曽根丘陵一帯の空中写真。画像上部中央（北）から左側（西）に流れる川が笛吹川。画像右下部（南東）に見える山地が御坂山地。笛吹川と御坂山地に挟まれた東西に連なる丘陵が曽根丘陵である。
1975年撮影の4枚を合成作成。。

坊ヶ峰（ぼうがみね）
笛吹市境川町に位置する同丘陵最高峰の山。「坊ヶ峯」「棒ヶ峰」と呼ばれることもある。標高は394.9m。頂上には展望台と甲府送信所がある。
米倉山（こめぐらやま）
甲府市下向山町に位置する標高380.8mの山。北側の斜面に小平沢古墳があるほか、北東には甲斐銚子塚古墳がある。その他、NHK甲府中道中継局と米倉山太陽光発電所がある。